# Vasco Pratolini
Vasco Pratolini, född 19 oktober 1913 i Florens, Italien, död 12 januari 1991 i Rom, var en italiensk proletärförfattare.

## Biografi
Pratolini är en av de främsta av de nyrealistiska berättare som har uppträtt efter andra världskriget. Han växte upp i proletär miljö och prövade många slags yrken. Fattiga älskares krönika, som har filmats och översatts till många språk, handlar om invånarna i ett Florenskvarter, ett kollektiv, där motståndet mot fascismen blir ett föreningsband mellan rik och fattig. År 1955 inledde Pratolini med Metello en bred social romantrilogi som sträcker sig 1875-1945 och har den italienska arbetarrörelsen som bakgrund." (Litteraturhandboken, 1983) Hans viktigaste litterära verk därutöver är romanerna Cronaca familiare (1947)och Cronache di poveri amanti (1947).
Den sovjetiska kompositören Kirill Molchanov producerade i Moskva 1960 en ryskspråkig opera Via del Corno (Улица дель Корно) med sitt eget ryska libretto baserat på en antifascistisk berättelse av Pratolini.